# Tru Calling
Tru Calling è una serie televisiva statunitense di genere fantastico trasmessa su Fox in due stagioni, tra il 2003 e il 2005.
La serie narra la storia di una ragazza americana, Tru Davies (interpretata da Eliza Dushku), laureata in medicina e impiegata presso l'obitorio cittadino. Tru ha un misterioso potere, grazie al quale riceve le richieste di aiuto dei cadaveri con cui viene a contatto; si tratta di persone morte solitamente non per cause naturali. Tru ha la possibilità di rivivere gli ultimi giorni di queste persone, in modo da poterne impedire la morte.

## Trama
All'età di 12 anni Tru perde la madre, assassinata da uno sconosciuto (di cui poi in seguito si scoprirà l'identità) davanti ai suoi occhi. Il giorno del funerale sente la voce della madre: «Non preoccuparti, è tutto a posto». La sorella maggiore Meredith e il fratello minore Harrison credono che stia immaginando tutto, invece non è proprio così.
All'età di 22 anni Tru sta cercando lavoro: l'unico posto disponibile è all'obitorio, alle dipendenze di Davis. Quello stesso giorno viene condotto in obitorio il cadavere di un morto assassinato. La sera, dalla "cripta" dove sono custoditi i cadaveri in attesa di autopsia, Tru sente una voce: «Aiutami». Scopre il corpo e questo apre gli occhi, si gira verso di lei e ripete «Aiutami». Tru si risveglia e si accorge che sta rivivendo la giornata precedente, e questo le consente di modificare l'andamento degli eventi impedendo la morte di chi le aveva chiesto aiuto.
In ogni episodio Tru deve salvare una o più persone, aiutando di volta in volta anche il fratello Harrison e la relazione di lui con la sua migliore amica di scuola Lindsay, che più tardi (alla fine della prima stagione), dopo avere lasciato Harrison, si sposerà con un irlandese e si trasferirà in Europa. Lo stesso Harrison è una delle poche persone a conoscenza del potere di Tru e perciò in grado di aiutarla. Anche il datore di lavoro Davis si trova a scoprire il potere di Tru: infatti era stato a sua volta salvato dalla madre della giovane, la quale possedeva la stessa straordinaria capacità della figlia.
L'intreccio si complica quando allo spettatore viene rivelato che l'assassino della madre di Tru era un cecchino assunto dal padre della ragazza, Richard Davies. Lo spettatore inoltre scoprirà che il padre della ragazza è in possesso di un potere analogo a quello della moglie e della figlia: ma le sue intenzioni sono ben altre, rispetto a quelle delle due donne.
Negli ultimi episodi della prima serie compare un nuovo personaggio: un nuovo collega di lavoro di Tru, Jack Harper. Anche Jack ha il potere di rivivere le giornate, ma, a differenza di Tru, non vuole opporsi allo scorrere del destino e vuole lasciare morire coloro che "dovrebbero"; per questo cerca di opporsi in ogni modo ai tentativi di Tru di ostacolare il regolare svolgersi dei fatti.
Si scoprirà poi che Jack è stato assunto dal padre di Tru per ostacolare il lavoro della ragazza, nella convinzione che ciò che il destino ha programmato non vada modificato.
Nella seconda stagione Tru è a perfetta conoscenza di ciò che fa Jack, ma non sa del complotto che si estende ben oltre lo studio legale del padre. Richard infatti tenta di assumere Harrison per tenerlo sotto controllo, e assume una "talpa" per fare la stessa cosa con Davis. La suddetta talpa è Carrie, una psicologa molto affascinante, che finge di innamorarsi del coroner Davis per ottenere da lui informazioni sui suoi rapporti con Tru e sulle loro mosse strategiche.
La seconda stagione è costituita di soli sei episodi, nell'ultimo dei quali Tru è a due passi dallo scoprire la verità, ma si ritrova a festeggiare il Natale con i suoi nemici, ignara di tutto ciò che le accade intorno.

## Episodi
| Stagione         | Episodi | Prima TV originale | Prima TV Italia |
| ---------------- | ------- | ------------------ | --------------- |
| Prima stagione   | 20      | 2003-2004          | 2005            |
| Seconda stagione | 6       | 2005-2008          | 2005            |

## Programmazione
Le due stagioni di Tru Calling sono andate in onda in Italia da giugno a settembre 2005 in seconda serata sull'emittente televisiva nazionale Italia 1 del gruppo Mediaset. È stata in programmazione su Fox Italia ogni giovedì alle 21.00 con uno o due episodi a settimana e successivamente spostata nella fascia pomeridiana con appuntamento quotidiano. Nel maggio 2008 dopo circa tre anni dalla prima TV, Italia 1 ha riproposto la serie ma nella fascia notturna. Negli Stati Uniti la serie TV era stata trasmessa a partire dall'ottobre del 2003.

## Colonna sonora
La sigla di Tru Calling è Somebody Help Me dei Full Blown Rose. L'intera colonna sonora della prima stagione è stata raccolta su CD, contenente le seguenti tracce:
1. Somebody Help Me - Full Blown Rose
2. Breathe - The Leaves
3. White Flag - Dido
4. Running Two - Tykwer Klimek Heil (con Franka Potente)
5. All Kinds Of Time - Fountains Of Wayne
6. Self Help - Turin Brakes
7. Brokenhearted - Vaughan Penn
8. Halcyon And On And On - Orbital
9. All The Small Things - blink-182
10. Why Can't I - Liz Phair
11. Praise You - Fatboy Slim
12. Cat Fight - Dance Hall Crashers
13. Image Of You - Red Snapper
14. Take It Off - The Donnas
15. Are You Gonna Be My Girl - Jet
16. Angel - Sarah McLachlan